# Число Поснова
Число Поснова (Pn) — критерий подобия, в физике пористых материалов, выражающий относительное уменьшение влажности  в пористых средах за счёт температурного градиента:
{\displaystyle \operatorname {Pn} \,=\delta \,{\frac {\Delta T}{\Delta \mu }}},
где
- {\displaystyle \delta \,={\frac {1}{L}}\,\left({\frac {dT}{dx}}\right)^{-1}} — термоградиентный коэффициент;
- {\displaystyle \Delta \mu } — перепад влажности материала;
- {\displaystyle \Delta T} — разность температур.